# Canale di Havers

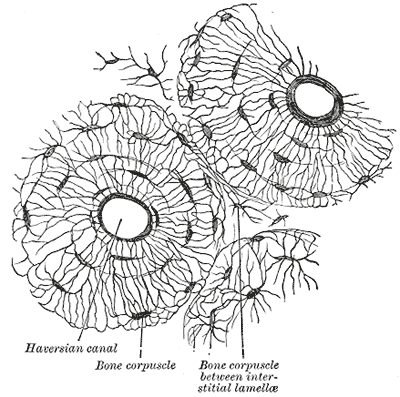
Canali di Havers

I canali di Havers sono canali vascolari che percorrono il tessuto osseo lamellare compatto delle ossa piatte e le diafisi delle ossa lunghe.
Essi differiscono dai canali di Volkmann a causa del diverso orientamento rispetto all'asse maggiore dell'osso; i primi infatti hanno un andamento parallelo, mentre i secondi seguono un decorso trasversale.
Il canale di Havers è la parte più interna dell'osteone ed è circondato da lamelle concentriche in numero variabile fra 8 e 15, con un minimo di 4 e un massimo di 24, che hanno la funzione di trasportare sostanze nutritive. Lungo i canali di Havers decorrono fibre nervose, vasi sanguigni e vasi linfatici.